# Torre delle Acque
La Torre delle Acque è un antico manufatto idraulico situato lungo la strada provinciale per Golese a Colorno, in provincia di Parma.

## Storia
Il primo manufatto idraulico in corrispondenza della confluenza tra i canali Galasso e Lorno e il torrente Parma fu costruito intorno alla metà del XV secolo, probabilmente ad opera dell'ingegnere bolognese Aristotele Fioravanti. La zona costituiva già all'epoca un luogo strategico dal punto di vista idraulico, tanto che nei secoli successivi vi furono innalzati anche altri edifici legati allo sfruttamento dell'acqua: le cinquecentesche case dei pescatori, l'ottocentesco mulino della Corona e la novecentesca fabbrica dell'ossigeno.
Agli inizi del XVIII secolo lo sviluppo del grande parco del vicino palazzo Ducale richiese la realizzazione di un nuovo impianto di sollevamento delle acque, che fosse in grado di alimentare le numerose fontane che arricchivano il giardino, tra cui quelle del Trianon e di Proserpina. Per questo, nel 1709 il duca Francesco Farnese fece costruire sui resti del precedente un nuovo edificio in grado di prelevare le acque e convogliarle verso il parco, probabilmente incaricando della progettazione l'architetto Ferdinando Galli da Bibbiena, già impegnato nel cantiere del palazzo. Nel 1718 i meccanismi idraulici furono risistemati e migliorati dall'ingegnere Jean Baillieul, attivo anche all'interno dell'enorme giardino ducale; grazie a uno stantuffo con valvole a pressione alimentato da una ruota a pale, l'acqua veniva sollevata in quota e raccolta in una vasca, per poi essere inviata verso le fontane del parco attraverso una serie di tubazioni in piombo che scorrevano sotto il torrente Parma mediante un sifone.
Tuttavia, con l'estinzione della dinastia dei Farnese nel 1731, il manufatto perse la sua originaria funzione di raccolta e convogliamento delle acque e nel 1734 fu danneggiato durante la battaglia di Colorno. L'edificio fu quindi modificato e adibito a uso residenziale, mentre nel XIX secolo furono addossati alle facciate sud-ovest e sud-est due nuovi corpi, contenenti rispettivamente un torchio da olio e un pollaio.
Fino all'incirca al 1980 la torre e i vicini edifici a destinazione industriale e artigianale, tra cui il mulino della Corona, rimasero in uso, ma, in seguito allo spostamento delle attività in un nuovo quartiere e a una serie di allagamenti causati dal corso d'acqua, l'area fu completamente abbandonata, vendendo sepolta dalla vegetazione spontanea. Nel 2015 la famiglia Guiducci, proprietaria dell'edificio, e l'associazione Agrithermae firmarono un accordo per la risistemazione della torre e la realizzazione nell'area di pertinenza di un impianto per la produzione di energia idroelettrica. Tuttavia, la situazione non subì cambiamenti e il degrado proseguì, finché nel 2022, col consenso della proprietà, fu avanzata la proposta, appoggiata dall'Università degli Studi di Parma, dal Comune di Colorno e dall'Autorità di bacino distrettuale del fiume Po, della cessione gratuita del mulino della Corona e della Torre delle Acque all'associazione Italia Nostra, per consentire di reperire i necessari finanziamenti pubblici per il recupero dell'area e la possibile trasformazione della torre in museo delle acque.

## Descrizione

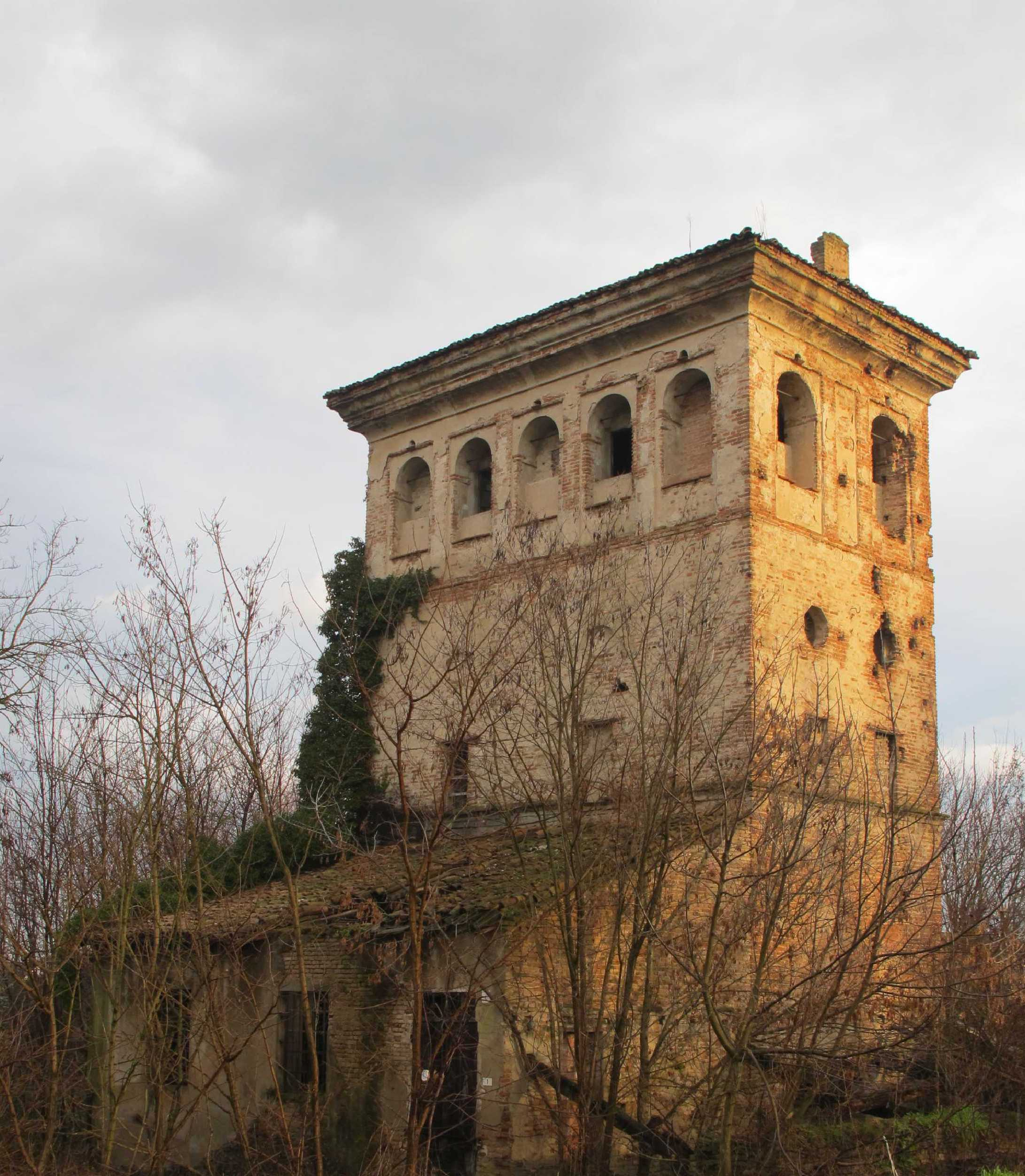
Lati sud e ovest

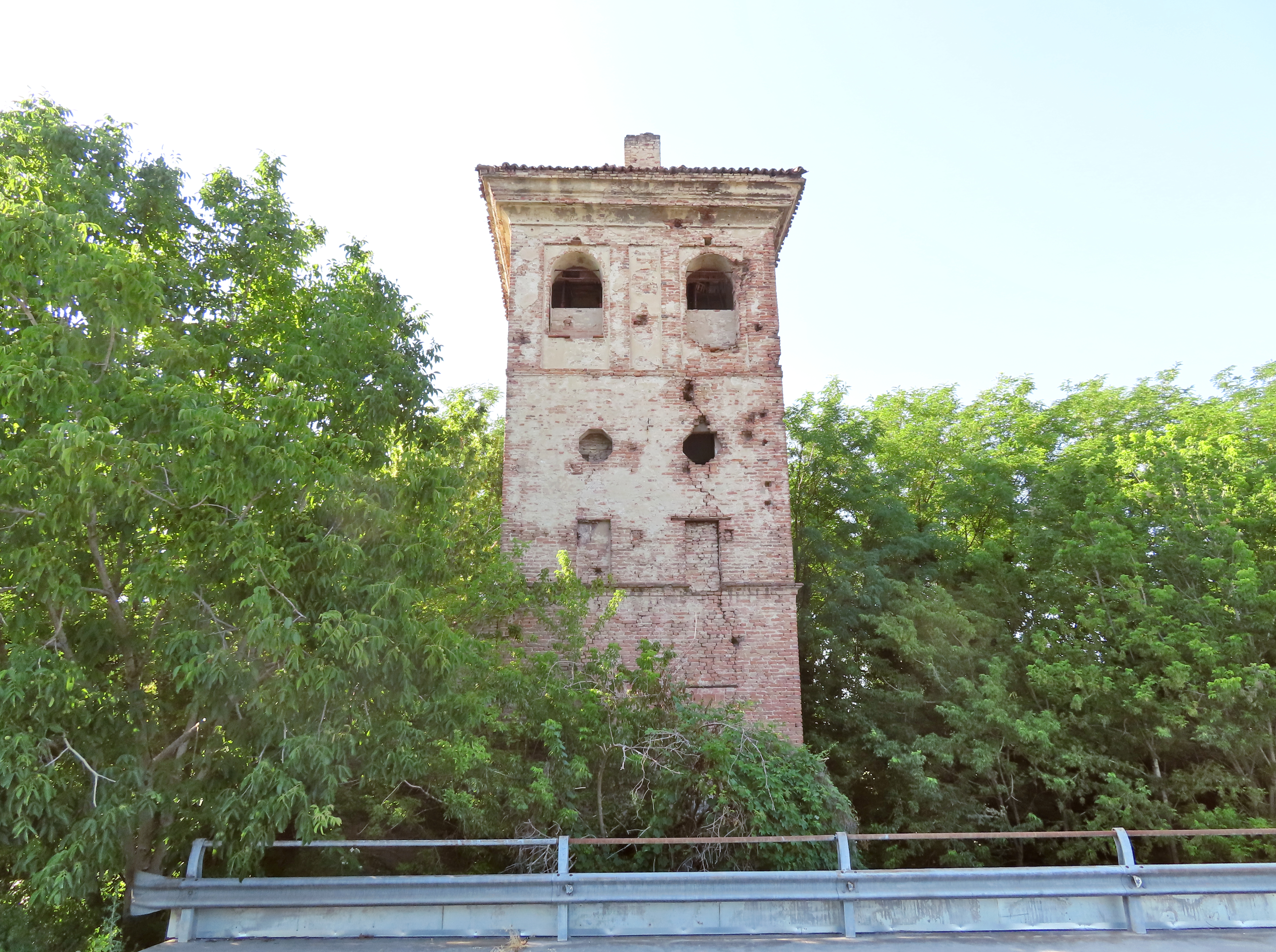
Lato sud

L'edificio è costituito prevalentemente da due corpi addossati di pianta rettangolare, delle dimensioni rispettivamente di 6 x 11 m e 6 x 10 m; la porzione più antica a nord-est, occupata dalla torre,  è alta oltre 18 m, in quanto concepita originariamente per garantire una quota piezometrica sufficiente ad alimentare in pressione le fontane del parco.
I prospetti, rivestiti in laterizio, in origine erano ricoperti da intonaco, le cui tracce sono ancora parzialmente visibili sulla facciata sud-est. Ai quattro livelli interni della torre corrispondono altrettanti ordini di finestre, aperte in varie epoche; in sommità è presente una loggia ad archi a tutto sesto affacciati sui quattro lati, in gran parte murati; due fasce marcapiano arricchiscono ulteriormente i prospetti, coronati da un ampio cornicione a sostegno del tetto a quattro falde di copertura.
All'interno il piano terreno, con accesso a nord-ovest, è composto da due stanze rettangolari, corrispondenti alle due porzioni principali dell'edificio; l'ambiente sotto la torre è ricoperto da un solaio in ferro e laterizio che si conclude con un arco ribassato, mentre sulla stanza del corpo ottocentesco è presente un tetto a falda unica inclinata, in parte crollato.
I due solai superiori della torre, aggiunti in occasione della trasformazione in edificio residenziale, sono entrambi suddivisi in due ambienti, di cui quelli a nord arricchiti da grandi camini. L'ultimo piano, coperto da un'ampia e massiccia volta a botte ogivale, ospitava originariamente la vasca di raccolta, alimentata con l'acqua prelevata mediante uno stantuffo dal canale Galasso; il corso d'acqua scorre al piano seminterrato attraverso una galleria voltata a botte a tutto sesto, mascherata alle estremità da due antichi archi ogivali. Degli antichi impianti di sollevamento si conservano solo le tracce degli incastri nei muri.